# Goblin
Gobliner (ental goblin) er fiktive væsner, der optræder i fantasy-litteratur med oprindelse i europæisk folketro.
Gobliner hedder også nisser som i Harry Potter og De Vises Sten.
Gobliner bliver ofte beskrevet som humanoide væsner med grønlig hud på størrelse med et barn. Ofte er de  onde, sadistiske og mindre begavede (men listige).
Gobliner findes i mange fantasy-universer som iWarhammer-universet, Warcraft-universet, i Artemis Fowl-serien osv.. Gobliner kan også være brune eller helt sorte. De er meget snu, for de angriber kun i flok.
"Goblin" er desuden navnet på et italiensk rockband, der især er kendt for musikken til en lang række kultdyrkede horrorfilm.

## Liste af gobliner
- Goblin fra Warcraft-universet
- Goblin fra Dungeons & Dragons